# واگا واگا
واگا واگا (به انگلیسی: Wagga Wagga)، شهری درون سرزمینی در کشور استرالیا است. این شهر در ایالت نیو ساوت ولز واقع شده است.
به طور غیررسمی واگا نیز نامیده می‌شود، یک شهر منطقه‌ای اصلی در ناحیه ریورینا از ایالت نیو ساوت ولز در کشور استرالیاست. این شهر در کنار رودخانه مورومبریج بنا شده است و جمعیتی حدود ۸۲٬۳۲۶ نفر دارد. واگا واگا بزرگترین شهر درون سرزمینی (دور از دریا، یا غیر ساحلی) در این ایالت است. اهمیت آن به لحاظ کشاورزی، نظامی، و حمل و نقل است. واگا واگا سریعترین رشد را در میان شهرهای درون سرزمینی در استرالیا دارد و در میانه راه دو شهر بزرگ استرالیا یعنی سیدنی و ملبورن قرار دارد.